# Église Saint-Hilaire-et-Saint-Loup de Samois-sur-Seine
L’église Saint-Hilaire-et-Saint-Loup, ou simplement église Saint-Hilaire, est un édifice religieux catholique situé à Samois-sur-Seine, en France. Il est inscrit aux monuments historiques depuis le 1949.

## Situation et accès
L’édifice est situé entre la rue Auguste-Joly et la rue Fouquet, à l’ouest de la partie Bas-Samois, vers le centre de Samois-sur-Seine. Plus largement, il se trouve dans le département de Seine-et-Marne, en région Île-de-France.

## Histoire

### Fondations
Le clocher remonte au XIe siècle et le chœur au XIIe siècle : ce sont les seules parties subsistantes de la première église. D’autres parties sont construites au XIIIe siècle, mais elles sont détruites par les Anglais.

### Restaurations
Une restauration partielle est effectuée de 1999 à 2000. En 2021, la Ville investie pour la réfection de l’orgue.

## Statut patrimonial et juridique
L’église fait l’objet d’une inscription au titre des monuments historiques par arrêté du 22 août 1949, en tant que propriété de la commune.

## Mobilier et monuments
L'église renferme sept éléments inscrits au titre objet des monuments historiques :
- un chapiteau du XIIIe siècle[4] ;
- un bénitier daté de 1644[5] ;
- des fonts baptismaux du XVIIe siècle et XIXe siècle[6] ;
- une statue-reliquaire du XVIIIe siècle représentant saint Hilaire[7] ;
- une statue du XVIIe siècle représentant la Vierge à l'Enfant[8] ;
- un tableau représentant le Mariage de la Vierge[9] ;
- une maquette de bateau ex-voto du XIXe siècle[10].

Par ailleurs, devant l’entrée de l'église, se dresse une croix du XIVe siècle, provenant probablement de l’ancien cimetière du village et épargnée par les destructions révolutionnaires. Plusieurs personnages sont sculptés dans les trèfles à ses extrémités.